# Fritz Englund
Fritz Carl Anton Englund (Västervik, 22 febbraio 1871 – 14 gennaio 1933) è stato uno scacchista svedese, principalmente conosciuto per l'omonimo gambetto.

## Biografia
Partecipò a diverse competizioni: al torneo di Stoccolma del 1897 (in cui però si classificò ultimo), al torneo di Göteborg del 1901 in cui arrivò quarto, e ad altri tornei nel 1903, 1912 e 1917.
Quando nel 1932 Englund sponsorizzò un torneo tematico dedicato alla variante 1.d4 e5 2.dxe5 Cc6 3.Cf3 De7 4.Dd5, quest'ultima veniva già impiegata da alcuni giocatori come il lituano Karl Behting e l'australiano Henry Charlick. Il maestro lituano aveva già pubblicato un articolo sul gambetto due anni prima sulla rivista Deutsche Schachzeitung, tuttavia quando le riviste scacchistiche cominciarono a trattare la variante le diedero il nome di Englund.
Le analisi retrospettive di Chessmetrics.com stimano che Englund avrebbe avuto un punteggio Elo di 2437 nel settembre 1913 e sarebbe stato 58º nella classifica mondiale nel gennaio del 1907.